# Oncothericles soudanicus
Oncothericles soudanicus är en insektsart som beskrevs av Marius Descamps 1977. Oncothericles soudanicus ingår i släktet Oncothericles och familjen Thericleidae. Inga underarter finns listade i Catalogue of Life.